# Ferrocarril en Ucrania

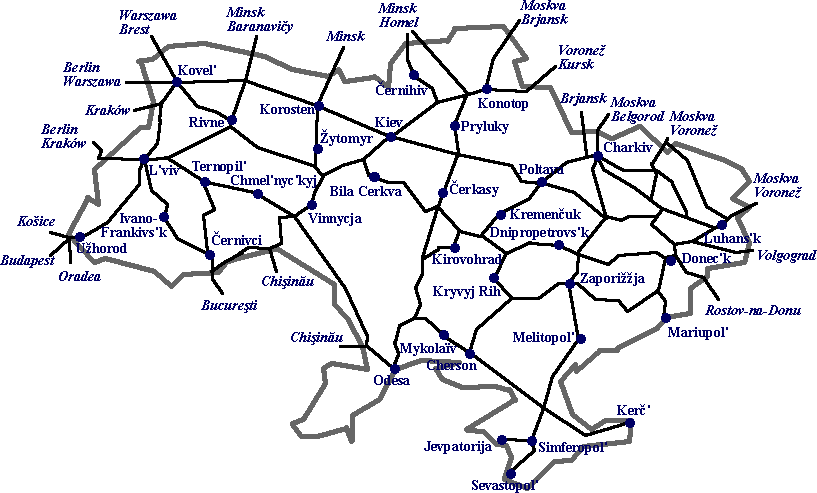
Mapa de las líneas ferroviarias de Ucrania.

El transporte ferroviario en Ucrania es mayoritariamente propiedad del gobierno de Ucrania a través de Ukrzaliznytsia (Ferrocarriles de Ucrania) que es oficialmente el único monopolio del transporte ferroviario en el país, incluyendo el transporte de pasajeros y mercancías.
A finales de la década de 1990 se privatizó una parte del transporte ferroviario ucraniano en el este del país y, sobre la base de esos activos, se creó la mayor empresa privada de ferrocarriles, Lemtrans, especializada en el transporte de mercancías.

## Generalidades
Consta de varios componentes:
- Red de ferrocarriles (e infraestructura, por ejemplo puentes, electrificación, estaciones, etc.).
- Operadores de material ferroviario.
- Fabricantes y reparadores de material ferroviario.

La empresa encargada de los ferrocarriles no masivos es Ferrocarriles de Ucrania, que desde 2015 ha cambiado su forma de propiedad de empresa estatal a pública.

## Historia

Historia del desarrollo de los ferrocarriles en la actual Ucrania.

### Antes de la independencia de Ucrania

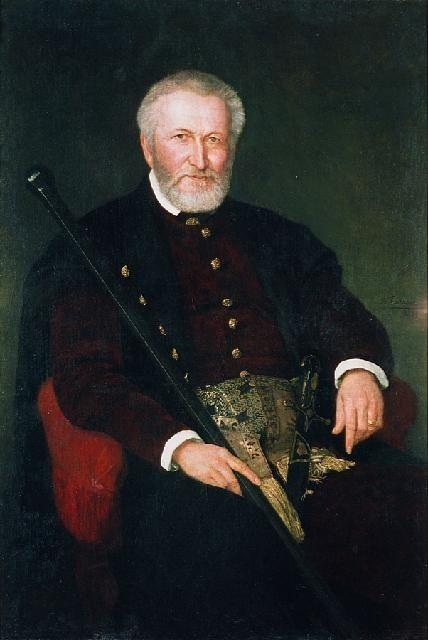
El príncipe Leon Sapieha en 1878.

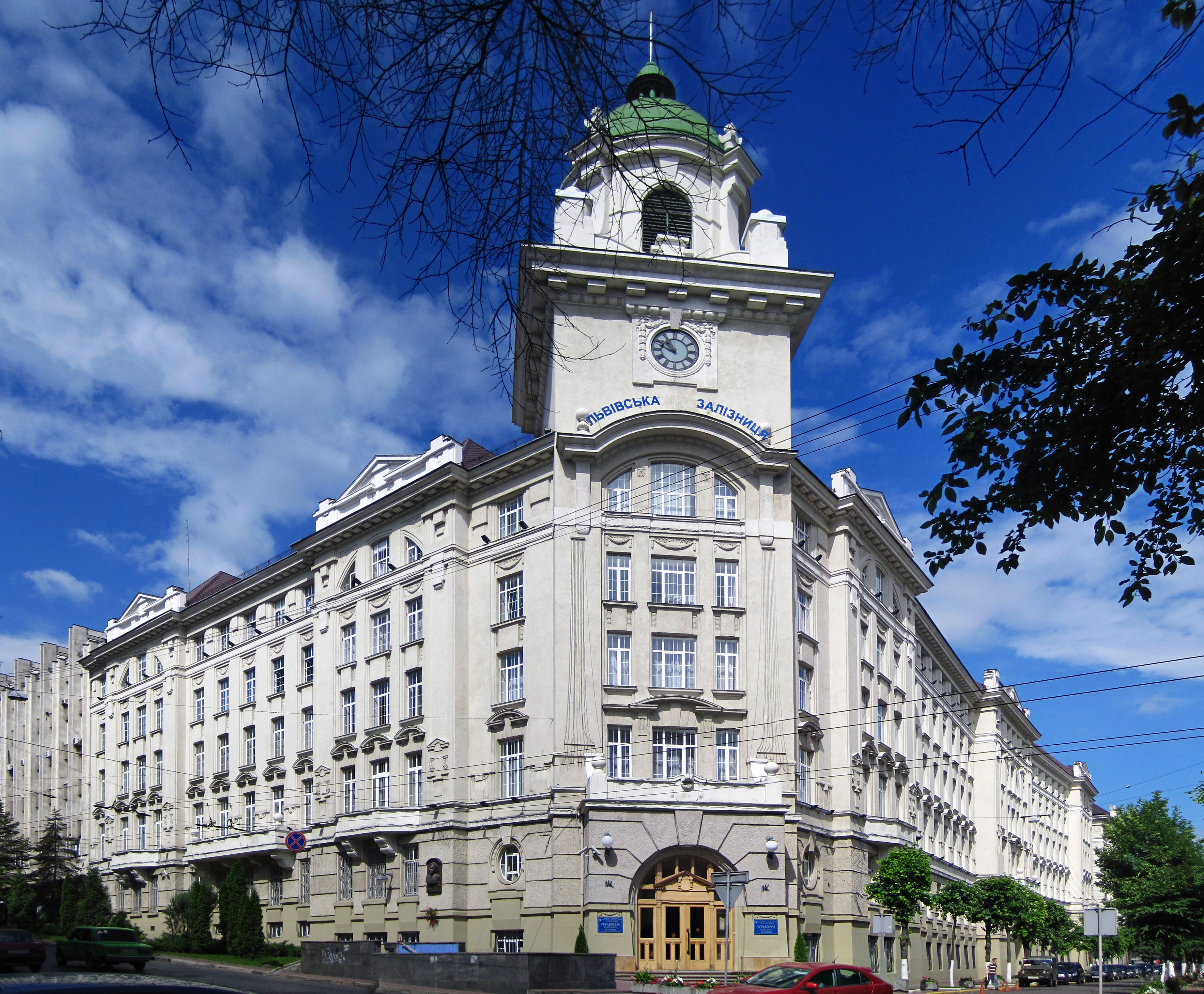
Edificio de la sede de los Ferrocarriles de Lviv.

Los ferrocarriles como medio de transporte masivo en Ucrania se construyeron por primera vez bajo el dominio del Imperio austrohúngaro (en los territorios occidentales, el Reino de Galitzia y Lodomeria, el Ducado de Bucovina y el comitatus húngaro en la región de los Cárpatos), y más tarde en los territorios controlados por el Imperio ruso que ocupaban la mayor parte de la Ucrania moderna, habiendo experimentado un importante desarrollo y reforma desde entonces.
En el territorio de la Ucrania moderna, los ferrocarriles utilizados por locomotoras autopropulsadas (en contraste con los tirados por caballos) aparecieron en la década de 1860 gracias a los esfuerzos del príncipe Leon Sapieha. En particular, comenzó con la extensión del Ferrocarril Gallego del Archiduque Carlos Luis desde Przemyśl (Premissel) hasta Lviv (Lemberg). El primer tren llegó a Lemberg utilizando el ferrocarril el 4 de noviembre de 1861.
También durante la Guerra de Crimea, en 1855, las tropas británicas construyeron una vía férrea de 23 km de longitud en el territorio ocupado por las fuerzas militares aliadas entre Sebastopol y Balaklava para mejorar su logística militar en su lucha contra el Imperio ruso. Tras la guerra, en 1856 las autoridades rusas desmontaron la vía.
Más tarde, en la década de 1860, el ferrocarril de Lviv se extendió hacia Chernivtsi (en ese momento Czernowitz era la capital del Ducado de Bucovina) e Iași (en ese momento Jassy estaba en el Reino de Rumanía). También en 1865 en la Ucrania rusa se empezó a construir el ferrocarril desde Odesa hacia Balta.
En 1869-70, en las gubernias ucranianas rusas se inició la construcción masiva de una red ferroviaria desde Kursk al oeste hacia Kiev y otra al sur hacia Lozova (entre Járkov y Dnipro) pasando por Járkov. Entre Darnytsia y Kiev se construyó el puente ferroviario de Struve. Desde Lozova el ferrocarril se expandió hacia el este, hacia la zona del Donbas, pasando por Sloviansk y llegando a Horlivka. Casi al mismo tiempo el ferrocarril de Odessa desde Balta a través de Kremenchuk-Kriukiv se expandió hacia Poltava proporcionando otra conexión ferroviaria de ambas orillas del Dniéper. En Kriukiv (ahora en Kremenchuk) se construyó la fábrica de vagones Kryukiv. En 1869 desde Rostov del Don se extendió el ferrocarril a través de Taganrog hasta Horlivka. También en Austria, el ferrocarril se extendió desde Lviv hacia la frontera entre Austria y Rusia cerca de Brody y en 1870 se extendió hasta Ternopil (Tarnopol). En 1870 Kiev, a través de Vínnitsa y Zhmerynka, se conectó con el ferrocarril Odessa-Balta.
En 1871 se construyó el primer paso ferroviario fronterizo entre Austria y Rusia cuando se conectó Ternopil con Zhmerynka sobre el río Zbruch, cerca de Volochysk y Pidvolochysk, situados en orillas opuestas del río. En 1871 Poltava se conectó con Járkov proporcionando una alternativa para llegar a la ciudad de Odessa y su puerto con las provincias centrales rusas a través de Járkov. En 1872-73 se inició una importante expansión de la red ferroviaria en la Volinia rusa, ramificando el ferrocarril Kiev-Odessa cerca de Koziatyn al oeste del paso de Brest-Litovsk y conectando ciudades como Kovel, Rivne, Zdolbuniv, Shepetivka, Berdychiv y otras. En 1873 desde Zdolbuniv se extendió otro ramal hacia Brody convirtiéndose en otro paso ferroviario fronterizo. También en la zona del Donbás se produjo la ampliación de la red ferroviaria. En 1873 desde Znamianka, en Ucrania Central, situada en la carretera Poltava-Balta, se extendió otro ramal hacia el sur, hacia el puerto de Mykolaiv en el mar Negro, convirtiéndolo en el segundo puerto marítimo de Ucrania conectado a la red ferroviaria. Por aquel entonces, el sistema de ferrocarriles se amplió hacia los yacimientos petrolíferos de Drohobych-Boryslav y las grandes zonas de Sambor en los Cárpatos ucranianos, y se extendió otro ramal ferroviario a lo largo del río Tisza, en Hungría.
En 1873-75 desde Lozova el ferrocarril se expandió hacia la península de Crimea conectando Sebastopol con Járkov a través de la península de Chonhar.
Para más información, véase:
- Magyar Államvasutak (Para Óblast de Zakarpatia)
- Historia del ferrocarril en Rusia
- Red ferroviaria soviética[1]

#### Lista de lugares poblados establecidos con ferrocarril
- 20ty richia Zhovtnia (Zaliznychne)
- Haichur (Ternuvate)
- Irpin
- Koziatyn
- Zhuliany (Vyshneve)
- Znamianka

### Ucrania independiente
El 24 de septiembre de 1991, tras la resolución de la Verkhovna Rada (Parlamento de Ucrania) sobre la separación de la Unión Soviética, toda la administración ferroviaria pasó temporalmente a los Ferrocarriles del Suroeste. Según la resolución, todos los activos situados dentro de las fronteras de la antigua República Socialista Soviética de Ucrania pasaron a ser propiedad de Ucrania. Para mejorar la eficacia se creó una administración centralizada especial. El 14 de diciembre de 1991, el Consejo de Ministros de Ucrania emitió la declaración n.º 356 "En la creación de la Administración Estatal del Transporte Ferroviario en Ucrania", que proclamaba a Ukrzaliznytsia como órgano gubernamental en la administración del transporte ferroviario que reunía a las seis compañías ferroviarias estatales.
A partir de 2015, el gobierno ucraniano transformó los ferrocarriles en una sociedad anónima pública denominada Ferrocarriles de Ucrania (Ukrainska Zaliznytsia).

## Infraestructura
La longitud total de la red ferroviaria es de 21.640,4 kilómetros. La longitud del ferrocarril electrificado es de 9.878 kilómetros. Hay 1.447 estaciones de tren que cuentan con 118 edificios de estación diferentes. Hay 2.268 paradas más pequeñas. La infraestructura también cuenta con 5.422 cruces de ferrocarril (pasos a nivel), de los cuales 4.168 tienen sistema de señalización automática. Al mismo tiempo, hay 1.497 cruces de ferrocarril con personal, de los cuales 1.468 están equipados con un sistema de señalización automática (señales de paso a nivel).

## Material rodante
- Locomotoras diésel: 2.447
- Locomotoras eléctricas: 1.547
- Vagones de mercancías: 111.100
- Vagones de pasajeros: 5.291

### Fabricantes de material ferroviario y reparación

##### Locomotoras
- Luhanskteplovoz, antiguo fabricante de locomotoras (en 2007-2016 pertenecía a Transmashholding).
- S.E.O. Malyshev, antigua productora de locomotoras conocida como Planta de Locomotoras de Járkov.
- Dnieper Electrical Locomotive Works, fabricante de locomotoras eléctricas.

##### Vagones
- Kryukiv Railcar Works, principal productor de pequeñas locomotoras y vagones.
- Fábrica de vagones Stakhanov, producción de vagones.
- DniproVahonMash (Dnieper Railcar Works), producción de vagones.

##### Apoyo
- Motores diésel Kryvyi Rih, motores diésel.
- LuhCentroKuz, ejes ferroviarios.

##### Tranvías
- Elektron, fabricante de tranvías.
- Yuzhmash (junto con Tatra Yuga), productor de tranvías.

#### Fábricas de reparación
- Darnytsia Railcar Repair
- Dnipro Railcar Repair
- Zhmerynka Railcar Repair
- Járkov Railcar Repair
- Konotop Railcar Repair
- Kiev Electric Railcar Repair
- Dnipro Diesel Locomotive Repair
- Poltava Diesel Locomotive Repair
- Haivoron Diesel Locomotive Repair
- Izyum Diesel Locomotive Repair
- Ivano-Frankivsk Locomotive Repair
- Lviv Locomotive Repair
- Zaporizhia Electric Locomotive Repair

### Investigación sobre material ferroviario
- Instituto de Investigación Ucraniano de Construcción de Vagones,[4] Kremenchuk.

## Otros transportes ferroviarios en Ucrania
El transporte ferroviario utilizado para el transporte de masas suele ser administrado por el gobierno local, normalmente las autoridades de la ciudad; esto incluye los tranvías, el metro, el funicular y otros.
En las regiones montañosas, el transporte ferroviario de vía estrecha es a veces de propiedad privada.